# Giovanni Lanza
Pour les articles homonymes, voir Lanza.
Giovanni Lanza, né à Casale Monferrato le 15 février 1810, mort à Rome le 9 mars 1882, est un homme d'État italien, président du Conseil des ministres entre 1869 et 1873, et président de la Camera dei deputati (Chambre des députés) sous le royaume de Sardaigne en 1860, et sous le royaume d'Italie de 1867 à 1868 et en 1869.